# 彼得羅夫卡街

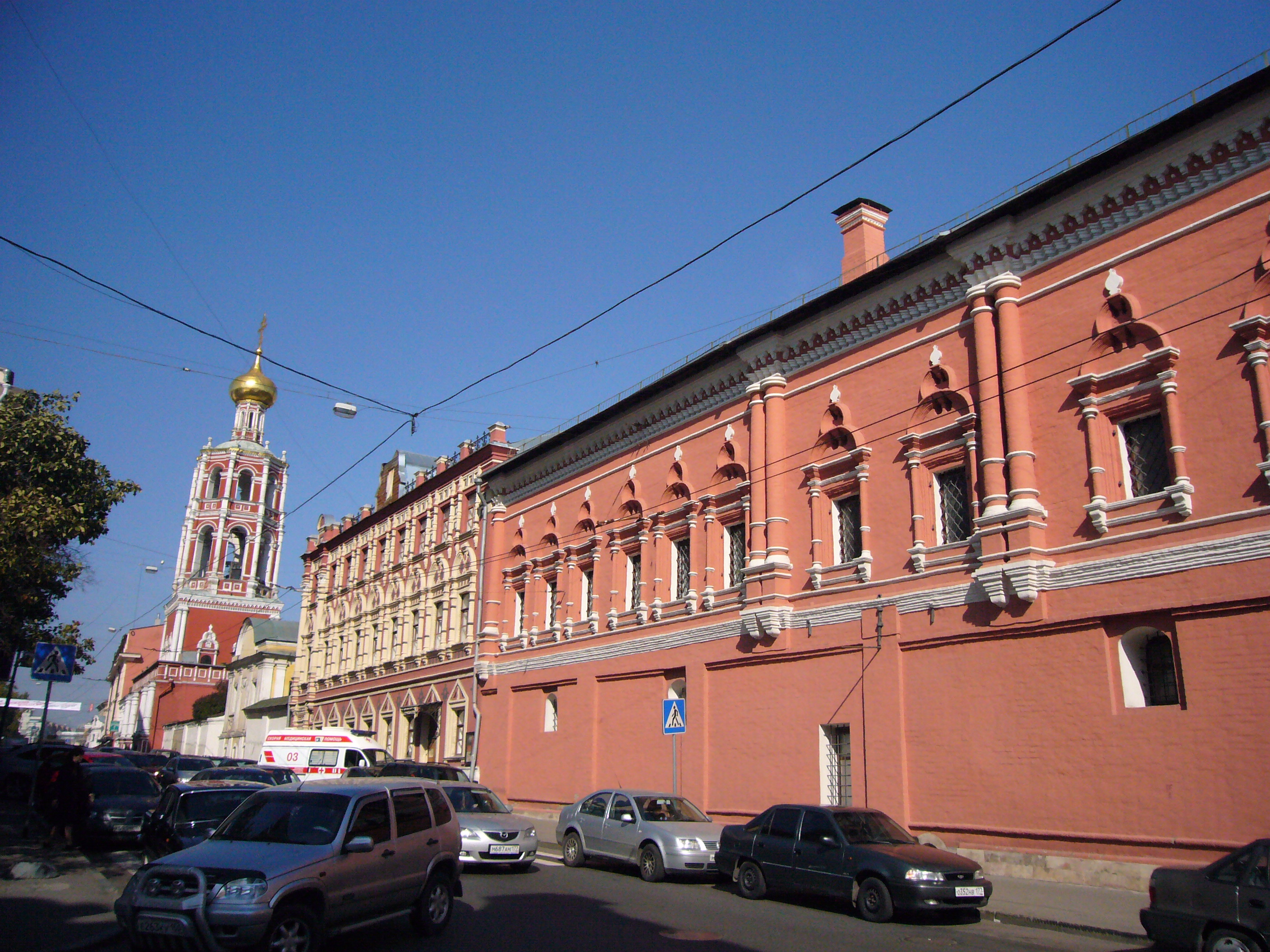
圣彼得修道院，位於本街28號

彼得羅夫卡街（俄语：Петро́вка）是俄羅斯首都莫斯科的一條街道，南起劇院廣場和鐵匠橋交界，向北穿過莫斯科林蔭環路，至聖母升天巷與卡列特納里亞德大街，以及紅色無產者大街相連。全長1.2公里。
街名來自圣彼得修道院。